# Un fichu métier
Pour plus de détails, voir Fiche technique et Distribution.
Un fichu métier est film français réalisé par Pierre-Jean Ducis, sorti en 1938. 

## Synopsis
L'histoire se passe dans un pays imaginaire des Balkans, la Modénie, dans lequel un prince projette de faire un mariage morganatique. Le résultat ruinerait un financier, qui en échange de concessions économiques, a consenti à de larges avances au trésor royal.
Avec l'aide d'un sosie du roi, les conseillers rassurent le financier et l'action se dénoue à la satisfaction générale.

## Fiche technique
- Réalisateur : Pierre-Jean Ducis, assisté de Gilles Grangier
- Scénariste : Jacques Bousquet
- Musique : Philippe Parès et René Sylviano
- Producteurs : Raoul Ploquin, W. Schmidt et Dietrich von Theobald
- Format : Son mono - Noir et blanc
- Genre : Comédie
- Durée : 100 minutes
- Date de sortie : 5 octobre 1938

## Distribution
- Lucien Baroux : Alexis, le prince héritier de Vodénie dont les frasques pourraient coûter cher au royaume / Castin, son sosie qu'on lui substitue, un chemisier parisien
- André Lefaur : le baron Patcheff, un ministre
- Ginette Melcy : Martine
- André Alerme : Bardas
- René Dary : Jean-Paul
- Pauline Carton : Adrienne
- Pierre Larquey : Casimir, le valet du prince
- Pierre Juvenet : L'ambassadeur
- Charles Dechamps : Le conseiller Maritch
- Charles Lemontier : Un banquier
- Léon Arvel : Un banquier
- Jane Loury : Madame Bardas
- Louis Vonelly
- Lucien Walter
- Camille Fournier : La comtesse d'Eguzon
- Charles Martinelli
- Hugues Wanner